# Turchia ai Giochi della XXXII Olimpiade
La Turchia ha partecipato ai Giochi della XXXII Olimpiade, che si sono svolti a Tokyo, Giappone, dal 23 luglio all'8 agosto 2021 (inizialmente previsti dal 24 luglio al 9 agosto 2020 ma posticipati per la pandemia di COVID-19) con 108 atleti in 18 discipline.

## Medaglie

### Medagliere per disciplina
| Sport             | Oro | Argento | Bronzo | Totale |
| ----------------- | --- | ------- | ------ | ------ |
| Nuoto             | 0   | 1       | 1      | 2      |
| Atletica leggera  | 0   | 0       | 1      | 1      |
| Lotta             | 1   | 1       | 2      | 4      |
| Tiro a segno/volo | 0   | 0       | 1      | 1      |
| Ciclismo          | 0   | 1       | 0      | 1      |
| Scherma           | 0   | 0       | 1      | 1      |
| Pugilato          | 0   | 1       | 0      | 1      |
| Nuoto artistico   | 0   | 0       | 2      | 2      |
| Canoa/kayak       | 0   | 1       | 1      | 2      |
| Judo              | 0   | 0       | 1      | 1      |
| Karate            | 0   | 1       | 1      | 2      |
| Tennis            | 0   | 0       | 1      | 1      |
| Totale            | 1   | 6       | 12     | 19     |

### Medaglie d'oro
| Medaglia | Nome              | Sport           | Evento                |
| -------- | ----------------- | --------------- | --------------------- |
| Oro      | Busenaz Sürmeneli | Pugilato        | Pesi welter femminile |
| Oro      | Mete Gazoz        | Tiro con l'arco | Individuale maschile  |

### Medaglie d'argento
| Medaglia | Nome               | Sport    | Evento               |
| -------- | ------------------ | -------- | -------------------- |
| Argento  | Eray Şamdan        | Karate   | 67 kg maschile       |
| Argento  | Buse Naz Çakıroğlu | Pugilato | Pesi mosca femminile |

### Medaglie di bronzo
| Medaglia | Nome               | Sport              | Evento                |
| -------- | ------------------ | ------------------ | --------------------- |
| Bronzo   | Hakan Reçber       | Taekwondo          | 68 kg maschile        |
| Bronzo   | Hatice Kübra İlgün | Taekwondo          | 57 kg femminile       |
| Bronzo   | Rıza Kayaalp       | Lotta Greco-romana | 130 kg                |
| Bronzo   | Yasemin Adar       | Lotta libera       | 76 kg femminile       |
| Bronzo   | Ferhat Arıcan      | Ginnastica         | Parallele simmetriche |
| Bronzo   | Taha Akgül         | Lotta libera       | 125 kg maschile       |
| Bronzo   | Ali Sofuoğlu       | Karate             | Kata maschile         |
| Bronzo   | Merve Çoban        | Karate             | 61 kg femminile       |
| Bronzo   | Uğur Aktaş         | Karate             | +75 kg maschile       |

## Delegazione
| Sport              | Uomini | Donne | Totale |
| ------------------ | ------ | ----- | ------ |
| Atletica leggera   | 17     | 8     | 25     |
| Badminton          | -      | 1     | 1      |
| Canottaggio        | 1      | -     | 1      |
| Ciclismo           | 2      | -     | 2      |
| Ginnastica         | 4      | 1     | 5      |
| Judo               | 4      | 2     | 6      |
| Karate             | 3      | 4     | 7      |
| Lotta              | 7      | 2     | 9      |
| Nuoto              | 6      | 5     | 11     |
| Pallavolo          | 0      | 12    | 12     |
| Pentathlon moderno | -      | 1     | 1      |
| Pugilato           | 3      | 3     | 6      |
| Scherma            | -      | 1     | 1      |
| Sollevamento pesi  | 1      | 1     | 2      |
| Taekwondo          | 1      | 4     | 5      |
| Tiro               | 4      | -     | 4      |
| Tiro con l'arco    | 1      | 1     | 2      |
| Vela               | 4      | 4     | 8      |
| Totale             | 58     | 50    | 108    |

## Risultati

### Atletica leggera
Uomini
Eventi su pista e strada
| Atleta                                               | Evento         | Batteria  | Batteria  | Semifinale      | Semifinale      | Finale          | Finale          |
| Atleta                                               | Evento         | Risultato | Posizione | Risultato       | Posizione       | Risultato       | Posizione       |
| ---------------------------------------------------- | -------------- | --------- | --------- | --------------- | --------------- | --------------- | --------------- |
| Jak Ali Harvey                                       | 100 m          | 10"25     | 6º        | Non qualificato | Non qualificato | Non qualificato | Non qualificato |
| Emre Zafer Barnes                                    | 100 m          | 10"47     | 7º        | Non qualificato | Non qualificato | Non qualificato | Non qualificato |
| Ramil Guliyev                                        | 200 m          | 20"54     | 2º Q      | 20"31           | 6º              | Non qualificato | Non qualificato |
| Yasmani Copello                                      | 400 m ostacoli | 49"00     | 2º Q      | 47"88           | 3º q            | 47"81           | 6º              |
| Kayhan Özer Ertan Özkan Jak Ali Harvey Ramil Guliyev | 4×100 m        | DSQ       | DSQ       | N.D.            | N.D.            | Non qualificati | Non qualificati |
| Polat Kemboi Arıkan                                  | Maratona       | N.D.      | N.D.      | N.D.            | N.D.            | DNF             | DNF             |
| Yavuz Ağralı                                         | Maratona       | N.D.      | N.D.      | N.D.            | N.D.            | 2h21'00"        | 52º             |
| Abdulselam İmük                                      | Marcia 20 km   | N.D.      | N.D.      | N.D.            | N.D.            | 1h32'27"        | 48º             |
| Salih Korkmaz                                        | Marcia 20 km   | N.D.      | N.D.      | N.D.            | N.D.            | DNF             | DNF             |
| Şahin Şenoduncu                                      | Marcia 20 km   | N.D.      | N.D.      | N.D.            | N.D.            | 1h27'39"        | 34º             |

Eventi su campo
| Atleta        | Evento              | Qualificazione | Qualificazione | Finale          | Finale          |
| Atleta        | Evento              | Risultato      | Posizione      | Risultato       | Posizione       |
| ------------- | ------------------- | -------------- | -------------- | --------------- | --------------- |
| Ersu Şaşma    | Salto con l'asta    | 5,65 m         | 12ª q          | 5,70 m          | 10ª             |
| Necati Er     | Salto triplo        | 17,13 m        | 2º Q           | 17,25 m         | 6º              |
| Eşref Apak    | Lancio del martello | 76,76 m        | 31º            | 76,71 m         | 9º              |
| Özkan Baltacı | Lancio del martello | 63,63 m        | 31º            | Non qualificato | Non qualificato |

Donne
Eventi su pista e strada
| Atleta         | Evento       | Batteria  | Batteria  | Semifinale | Semifinale | Finale    | Finale    |
| Atleta         | Evento       | Risultato | Posizione | Risultato  | Posizione  | Risultato | Posizione |
| -------------- | ------------ | --------- | --------- | ---------- | ---------- | --------- | --------- |
| Yasemin Can    | 5000 m       | 14'50"92  | 6ª q      | N.D.       | N.D.       | 14'46"49  | 8ª        |
| Yasemin Can    | 10000 m      | N.D.      | N.D.      | N.D.       | N.D.       | 31'10"05  | 11ª       |
| Meryem Erdoğan | Maratona     | DNF       | DNF       |            |            |           |           |
| Meryem Bekmez  | Marcia 20 km | N.D.      | N.D.      | N.D.       | N.D.       | 1h35'08"  | 22ª       |
| Ayşe Tekdal    | Marcia 20 km | N.D.      | N.D.      | N.D.       | N.D.       | 1h38'40"  | 39ª       |
| Evin Demir     | Marcia 20 km | N.D.      | N.D.      | N.D.       | N.D.       | 1h39'55"  | 41ª       |

Eventi su campo
| Atleta          | Evento                 | Qualificazione | Qualificazione | Finale          | Finale          |
| Atleta          | Evento                 | Risultato      | Posizione      | Risultato       | Posizione       |
| --------------- | ---------------------- | -------------- | -------------- | --------------- | --------------- |
| Emel Dereli     | Getto del peso         | 17,81 m        | 16ª            | Non qualificata | Non qualificata |
| Tuğçe Şahutoğlu | Lancio del martello    | 66,06 m        | 27ª            | Non qualificata | Non qualificata |
| Eda Tuğsuz      | Lancio del giavellotto | 62,31 m        | 5ª q           | 64,00 m         | 4ª              |

### Badminton
| Atleta         | Evento            | Girone               | Girone                  | Girone               | Girone | Ottavi               | Quarti               | Semifinale           | Finale               | Finale          |
| Atleta         | Evento            | Avversario Punteggio | Avversario Punteggio    | Avversario Punteggio | Pos.   | Avversario Punteggio | Avversario Punteggio | Avversario Punteggio | Avversario Punteggio | Pos.            |
| -------------- | ----------------- | -------------------- | ----------------------- | -------------------- | ------ | -------------------- | -------------------- | -------------------- | -------------------- | --------------- |
| Neslihan Yiğit | Singolo femminile | Hany V (21–5, 21–5)  | Chen Yf P (14–21, 9–21) | N.D.                 | 2ª     | Non qualificata      | Non qualificata      | Non qualificata      | Non qualificata      | Non qualificata |

### Canottaggio
| Atleta       | Evento           | Batteria | Batteria | Ripescaggio | Ripescaggio | Quarti  | Quarti | Semifinale | Semifinale | Finale / Finale D | Finale / Finale D |
| Atleta       | Evento           | Tempo    | Pos.     | Tempo       | Pos.        | Tempo   | Pos.   | Tempo      | Pos.       | Tempo             | Pos.              |
| ------------ | ---------------- | -------- | -------- | ----------- | ----------- | ------- | ------ | ---------- | ---------- | ----------------- | ----------------- |
| Onat Kazaklı | Singolo maschile | 7'20"11  | 3º Q     | Bye         | Bye         | 7'32"86 | 4º Q   | 7'32"19    | 6º qD      | 7'13"65           | 21º               |

### Ciclismo

#### Ciclismo su strada
| Atleta      | Evento                  | Tempo | Posizione |
| ----------- | ----------------------- | ----- | --------- |
| Onur Balkan | Corsa in linea maschile | DNF   | DNF       |
| Ahmet Örken | Corsa in linea maschile | DNF   | DNF       |

### Ginnastica

#### Ginnastica artistica
Uomini
| Atleta        | Evento               | Qualificazione | Qualificazione | Qualificazione | Qualificazione | Qualificazione | Qualificazione | Qualificazione | Qualificazione | Finale   | Finale   | Finale   | Finale   | Finale   | Finale   | Finale | Finale |
| Atleta        | Evento               | Attrezzo       | Attrezzo       | Attrezzo       | Attrezzo       | Attrezzo       | Attrezzo       | Totale         | Pos.           | Attrezzo | Attrezzo | Attrezzo | Attrezzo | Attrezzo | Attrezzo | Totale | Pos.   |
| Atleta        | Evento               | CL             | C              | A              | V              | P              | S              | Totale         | Pos.           | CL       | C        | A        | V        | P        | S        | Totale | Pos.   |
| ------------- | -------------------- | -------------- | -------------- | -------------- | -------------- | -------------- | -------------- | -------------- | -------------- | -------- | -------- | -------- | -------- | -------- | -------- | ------ | ------ |
| Adem Asil     | Concorso individuale | 14,033         | 12,400         | 14,800         | 14,766         | 14,091         | 14,100         | 84,524         | 15º Q          | 14,300   | 13,166   | 13,700   | 15,133   | 12,600   | 13,600   | 82,499 | 15º    |
| Ahmet Önder   | Concorso individuale | 14,600         | 13,333         | 14,366         | 14,333         | 15,200         | 13,833         | 85,665         | 8º Q           | —        | 12,900   | 13,866   | 14,333   | —        | 41,099   | DNF    | WD     |
| Adem Asil     | Anelli               | N.D.           | N.D.           | 14,800         | N.D.           | N.D.           | N.D.           | N.D.           | 6º Q           | N.D.     | N.D.     | 14,600   | N.D.     | N.D.     | N.D.     | N.D.   | 7º     |
| İbrahim Çolak | Anelli               | N.D.           | N.D.           | 14,933         | N.D.           | N.D.           | N.D.           | N.D.           | 4º Q           | N.D.     | N.D.     | 14,866   | N.D.     | N.D.     | N.D.     | N.D.   | 5º     |
| Adem Asil     | Volteggio            | N.D.           | N.D.           | N.D.           | 14,766         | N.D.           | N.D.           | N.D.           | 4º Q           | N.D.     | N.D.     | N.D.     | 14,449   | N.D.     | N.D.     | N.D.   | 6º     |
| Ahmet Önder   | Volteggio            | N.D.           | N.D.           | N.D.           | 14,466         | N.D.           | N.D.           | N.D.           | 8º Q           | N.D.     | N.D.     | N.D.     | 14,066   | N.D.     | N.D.     | N.D.   | 7º     |
| Ferhat Arıcan | Parallele simm.      | N.D.           | N.D.           | N.D.           | N.D.           | 15,566         | N.D.           | N.D.           | 4º Q           | N.D.     | N.D.     | N.D.     | N.D.     | 15,633   | N.D.     | N.D.   |        |

Donne
| Atleta           | Evento               | Qualificazione | Qualificazione | Qualificazione | Qualificazione | Qualificazione | Qualificazione | Finale          | Finale          | Finale          | Finale          | Finale          | Finale          |
| Atleta           | Evento               | Attrezzo       | Attrezzo       | Attrezzo       | Attrezzo       | Totale         | Pos.           | Attrezzo        | Attrezzo        | Attrezzo        | Attrezzo        | Totale          | Pos.            |
| Atleta           | Evento               | CL             | V              | T              | P              | Totale         | Pos.           | CL              | V               | T               | P               | Totale          | Pos.            |
| ---------------- | -------------------- | -------------- | -------------- | -------------- | -------------- | -------------- | -------------- | --------------- | --------------- | --------------- | --------------- | --------------- | --------------- |
| Nazlı Savranbaşı | Concorso individuale | 11,933         | 12,900         | 11,033         | 11,933         | 47,799         | 71ª            | Non qualificata | Non qualificata | Non qualificata | Non qualificata | Non qualificata | Non qualificata |

### Judo
| Atleta           | Evento           | Preliminari          | 16-esimi             | Ottavi               | Quarti               | Semifinali           | Ripescaggio          | Finale                            | Pos.            |
| Atleta           | Evento           | Avversario Punteggio | Avversario Punteggio | Avversario Punteggio | Avversario Punteggio | Avversario Punteggio | Avversario Punteggio | Avversario Punteggio              | Pos.            |
| ---------------- | ---------------- | -------------------- | -------------------- | -------------------- | -------------------- | -------------------- | -------------------- | --------------------------------- | --------------- |
| Mihraç Akkuş     | 60 kg maschile   | N.D.                 | Namgyel V 010–000    | Smetov P 000–010     | Non qualificato      | Non qualificato      | Non qualificato      | Non qualificato                   | Non qualificato |
| Bilal Çiloğlu    | 73 kg maschile   | Bye                  | Slman V 010–000      | Ono P 000–010        | Non qualificato      | Non qualificato      | Non qualificato      | Non qualificato                   | Non qualificato |
| Vedat Albayrak   | 81 kg maschile   | Bye                  | Nagase P 000–010     | Non qualificato      | Non qualificato      | Non qualificato      | Non qualificato      | Non qualificato                   | Non qualificato |
| Mihael Žgank     | 90 kg maschile   | Bye                  | Silva V 001–000      | Brown V 012–002      | van 't End V 010–000 | Trippel P 000–010    | Bye                  | Finale 3º posto Bobonov P 000–010 | 5º              |
| Gülkader Şentürk | 48 kg femminile  | N.D.                 | Figueroa P 000–010   | Non qualificata      | Non qualificata      | Non qualificata      | Non qualificata      | Non qualificata                   | Non qualificata |
| Kayra Sayit      | +78 kg femminile | N.D.                 | Atangana V 001–000   | Kalanina V 010–000   | Sone P 000–010       | Non qualificata      | Han M-j V 010–000    | Finale 3º posto Dicko P 000–010   | 5ª              |

### Karate
Kumite
| Atleta          | Evento           | Girone               | Girone               | Girone               | Girone               | Girone | Semifinali           | Finale               | Pos.            |
| Atleta          | Evento           | Avversario Punteggio | Avversario Punteggio | Avversario Punteggio | Avversario Punteggio | Pos.   | Avversario Punteggio | Avversario Punteggio | Pos.            |
| --------------- | ---------------- | -------------------- | -------------------- | -------------------- | -------------------- | ------ | -------------------- | -------------------- | --------------- |
| Eray Şamdan     | 67 kg maschile   | Farzaliyev V 7–1     | Assadilov P 2–6      | El-Sawy V 4–1        | Sago V 2–1           | 2º Q   | Al-Masatfa V 2–0     | Da Costa P 0–5       |                 |
| Uğur Aktaş      | 75 kg maschile   | Arkania V 3–1        | Araga P 3–5          | Yuldashev V 11–3     | Horne V Withdrawn    | 2º Q   | Ganjzadeh P 2–2      | Non qualificato      |                 |
| Serap Özçelik   | 55 kg femminile  | Bahmanyar P 4–5      | Goranova P 1–5       | Wen P 4–5            | N.D.                 | 3ª     | Non qualificata      | Non qualificata      | Non qualificata |
| Merve Çoban     | 61 kg femminile  | Someya V 4–0         | Garcés V 6–2         | Heurtault P 0–2      | Yin X-y P 2–2+s      | 2ª Q   | Preković P 0–2       | Non qualificata      |                 |
| Meltem Hocaoğlu | +61 kg femminile | Berultseva D 5–5     | Uekusa P 4–5         | Semeraro P 4–9       | Zaretska P 0–4       | 5ª     | Non qualificata      | Non qualificata      | Non qualificata |

Kata
| Atleta       | Evento         | Round eliminatorio | Round eliminatorio | Ranking round | Ranking round | Finale / FB            | Pos. |
| Atleta       | Evento         | Punteggio          | Posizione          | Punteggio     | Posizione     | Avversario Punteggio   | Pos. |
| ------------ | -------------- | ------------------ | ------------------ | ------------- | ------------- | ---------------------- | ---- |
| Ali Sofuoğlu | Kata maschile  | 27,28              | 2º Q               | 27,32         | 2º Q          | Park H-j V 27,26-26,14 |      |
| Dilara Bozan | Kata femminile | 24,76              | 3ª Q               | 25,78         | 3ª q          | Lau P 26,52-26,94      | 5ª   |

### Lotta

#### Libera
| Atleta             | Evento          | Ottavi               | Quarti               | Semifinali           | Ripescaggio          | Finale / FB                       | Pos.            |
| Atleta             | Evento          | Avversario Risultato | Avversario Risultato | Avversario Risultato | Avversario Risultato | Avversario Risultato              | Pos.            |
| ------------------ | --------------- | -------------------- | -------------------- | -------------------- | -------------------- | --------------------------------- | --------------- |
| Süleyman Atlı      | 57 kg maschile  | Atri P 2−3           | Non qualificato      | Non qualificato      | Non qualificato      | Non qualificato                   | Non qualificato |
| Osman Göçen        | 86 kg maschile  | Takatani V 2–2       | Naifonov P 1–12      | Non qualificato      | Non qualificato      | Non qualificato                   | Non qualificato |
| Süleyman Karadeniz | 97 kg maschile  | Ibragimov V 3–3      | Yergali V 8–7        | Snyder P 0−5         | Bye                  | Finale 3º posto Conyedo P 2–6     | 5º              |
| Taha Akgül         | 125 kg maschile | Dhesi V 5−0          | Steveson V 0−8       | Non qualificato      | Lazarev V 5−0        | Finale 3º posto Mönkhtöriin V 5−0 |                 |
| Evin Demirhan      | 50 kg femminile | Hildebrandt P 0−11   | Non qualificata      | Non qualificata      | Non qualificata      | Non qualificata                   | Non qualificata |
| Adeline Gray       | 76 kg femminile | Ferreira V 6–0       | Gray P 4–6           | Non qualificata      | Sghaier V 2–0        | Finale 3º posto Medet Kyzy V 4–0  |                 |

#### Greco-romana
| Atleta       | Evento          | Ottavi               | Quarti               | Semifinali           | Ripescaggio          | Finale                           | Pos.            |
| Atleta       | Evento          | Avversario Risultato | Avversario Risultato | Avversario Risultato | Avversario Risultato | Avversario Risultato             | Pos.            |
| ------------ | --------------- | -------------------- | -------------------- | -------------------- | -------------------- | -------------------------------- | --------------- |
| Kerem Kamal  | 60 kg maschile  | Ciobanu P 0–8        | Non qualificato      | Non qualificato      | Non qualificato      | Non qualificato                  | Non qualificato |
| Cenk İldem   | 97 kg maschile  | Milov P 1–3          | Non qualificato      | Non qualificato      | Non qualificato      | Non qualificato                  | Non qualificato |
| Rıza Kayaalp | 130 kg maschile | Knystautas V 5–1     | Popp V 6–2           | López P 0–2          | Bye                  | Finale 3º posto Mirzazadeh V 7–2 |                 |

### Nuoto
Uomini
| Atleta              | Evento             | Batterie | Batterie  | Semifinali      | Semifinali      | Finale          | Finale          |                 |                 |
| Atleta              | Evento             | Tempo    | Posizione | Tempo           | Posizione       | Tempo           | Posizione       |                 |                 |
| ------------------- | ------------------ | -------- | --------- | --------------- | --------------- | --------------- | --------------- | --------------- | --------------- |
| Baturalp Ünlü       | 200 m stile libero | 1'49"75  | 34º       | Non qualificato | Non qualificato | Non qualificato | Non qualificato |                 |                 |
| Yiğit Aslan         | 800 m stile libero | 7'56"18  | 24º       | N.D.            | N.D.            | Non qualificato | Non qualificato |                 |                 |
| Berke Saka          | 200 m dorso        | 1'58"66  | 23º       | N.D.            | N.D.            | Non qualificato | Non qualificato | Non qualificato | Non qualificato |
| Berkay Ömer Öğretir | 100 m rana         | 59"82    | 18º       | Non qualificato | Non qualificato | Non qualificato | Non qualificato |                 |                 |
| Hüseyin Emre Sakçı  | 100 m rana         | 59"87    | 19º       | Non qualificato | Non qualificato | Non qualificato | Non qualificato |                 |                 |
| Berkay Ömer Öğretir | 200 m rana         | 2'10"73  | 22º       | Non qualificato | Non qualificato | Non qualificato | Non qualificato |                 |                 |
| Ümitcan Güreş       | 100 m farfalla     | 52"44    | =35º      | Non qualificato | Non qualificato | Non qualificato | Non qualificato |                 |                 |

Donne
| Beril Böcekler         | 400 m stile libero  | 4'08"27  | 16ª Q | N.D.            | N.D.            | Non qualificata | Non qualificata | Non qualificata | Non qualificata |
| Merve Tuncel           | 400 m stile libero  | 4'03"98  | 7ª Q  | N.D.            | N.D.            | 4'06"81         | 7ª              |                 |                 |
| Deniz Ertan            | 800 m stile libero  | 8'36"29  | 23ª   | N.D.            | N.D.            | Non qualificata | Non qualificata |                 |                 |
| Merve Tuncel           | 800 m stile libero  | 8'25"62  | 12ª   | N.D.            | N.D.            | Non qualificata | Non qualificata |                 |                 |
| Deniz Ertan            | 1500 m stile libero | 16'13"22 | 17ª   | N.D.            | N.D.            | Non qualificata | Non qualificata |                 |                 |
| Merve Tuncel           | 1500 m stile libero | 16'00"51 | 11ª   | N.D.            | N.D.            | Non qualificata | Non qualificata |                 |                 |
| Defne Taçyıldız        | 200 m farfalla      | 2'10"00  | 22ª Q | 2'11"27         | 14ª             | Non qualificata | Non qualificata |                 |                 |
| Viktoriya Zeynep Güneş | 200 m misti         | 2'14"41  | 14ª   | Non qualificata | Non qualificata | Non qualificata | Non qualificata |                 |                 |

### Pallavolo
| Squadra                            | Torneo    | Girone               | Girone               | Girone               | Girone               | Girone               | Girone | Quarti               | Semifinali           | Finale               | Pos.            |
| Squadra                            | Torneo    | Avversario Punteggio | Avversario Punteggio | Avversario Punteggio | Avversario Punteggio | Avversario Punteggio | Pos.   | Avversario Punteggio | Avversario Punteggio | Avversario Punteggio | Pos.            |
| ---------------------------------- | --------- | -------------------- | -------------------- | -------------------- | -------------------- | -------------------- | ------ | -------------------- | -------------------- | -------------------- | --------------- |
| Nazionale femminile (Convocazioni) | Femminile | Cina V 3–0           | Italia P 1–3         | Stati Uniti P 2–3    | Argentina V 3–0      | ROC V 3–2            | 3ª Q   | Corea del Sud P 2–3  | Non qualificata      | Non qualificata      | Non qualificata |

### Pentathlon moderno
| Atleta        | Evento         | Scherma   | Scherma | Scherma | Nuoto   | Nuoto | Nuoto | Equitazione | Equitazione | Equitazione | Combinato (corsa e pistola) | Combinato (corsa e pistola) | Combinato (corsa e pistola) | Totale | Posizione finale |
| Atleta        | Evento         | Risultati | Pos.    | Punti   | Tempo   | Pos.  | Punti | Penalità    | Pos.        | Punti       | Tempo                       | Pos.                        | Punti                       | Totale | Posizione finale |
| ------------- | -------------- | --------- | ------- | ------- | ------- | ----- | ----- | ----------- | ----------- | ----------- | --------------------------- | --------------------------- | --------------------------- | ------ | ---------------- |
| İlke Özyüksel | Gara femminile | 14+1      | 27ª     | 185     | 2'15"89 | 20ª   | 279   | 7           | 5ª          | 293         | 11'47"64                    | 3ª                          | 593                         | 1350   | 5ª               |

### Pugilato
| Atleta             | Evento                     | 16-esimi             | Ottavi               | Quarti               | Semifinali           | Finale               | Pos. |
| Atleta             | Evento                     | Avversario Punteggio | Avversario Punteggio | Avversario Punteggio | Avversario Punteggio | Avversario Punteggio | Pos. |
| ------------------ | -------------------------- | -------------------- | -------------------- | -------------------- | -------------------- | -------------------- | ---- |
| Batuhan Çiftçi     | Pesi mosca maschile        | Zoirov P 0–5         | Non qualificato      | Non qualificato      | Non qualificato      | Non qualificato      | 17º  |
| Necat Ekinci       | Pesi welter maschile       | Radzionau P 2–3      | Non qualificato      | Non qualificato      | Non qualificato      | Non qualificato      | 17º  |
| Bayram Malkan      | Pesi mediomassimi maschile | Bye                  | Samed V RSC          | Alfonso P 0–5        | Non qualificato      | Non qualificato      | 5º   |
| Buse Naz Çakıroğlu | Pesi mosca femminile       | Bye                  | Rakhimova V 3–2      | Jitpong V 5–0        | Huang V 5–0          | Krasteva P 0–5       |      |
| Esra Yıldız        | Pesi leggeri femminile     | Bye                  | Sánchez V 5–0        | Potkonen P 2–3       | Non qualificata      | Non qualificata      | 5ª   |
| Busenaz Sürmeneli  | Pesi welter femminile      | Bye                  | Koszewska V 5–0      | Lysenko V 5–0        | Borgohain V 5–0      | Gu V 3–0             |      |

### Scherma
| Atleta        | Evento                         | 32-esimi             | 16-esimi             | Ottavi               | Quarti               | Semifinali           | Finale / FB          | Pos.            |
| Atleta        | Evento                         | Avversario Punteggio | Avversario Punteggio | Avversario Punteggio | Avversario Punteggio | Avversario Punteggio | Avversario Punteggio | Pos.            |
| ------------- | ------------------------------ | -------------------- | -------------------- | -------------------- | -------------------- | -------------------- | -------------------- | --------------- |
| İrem Karamete | Fioretto individuale femminile | Bye                  | Ross P 5–15          | Non qualificata      | Non qualificata      | Non qualificata      | Non qualificata      | Non qualificata |

### Sollevamento pesi
| Atleta                | Evento          | Strappo   | Strappo    | Slancio   | Slancio    | Totale | Classifica |
| Atleta                | Evento          | Risultato | Classifica | Risultato | Classifica | Totale | Classifica |
| --------------------- | --------------- | --------- | ---------- | --------- | ---------- | ------ | ---------- |
| Muhammed Furkan Özbek | 67 kg maschile  | 142       | 6º         | 173       | DNF        | 142    | DNF        |
| Nuray Levent          | 64 kg femminile | 100       | 6ª         | 120       | 9ª         | 220    | 9ª         |

### Taekwondo
| Atleta             | Evento           | Qualificazioni       | Ottavi               | Quarti               | Semifinali           | Ripescaggio          | Finale / FB                     | Pos. |
| Atleta             | Evento           | Avversario Punteggio | Avversario Punteggio | Avversario Punteggio | Avversario Punteggio | Avversario Punteggio | Avversario Punteggio            | Pos. |
| ------------------ | ---------------- | -------------------- | -------------------- | -------------------- | -------------------- | -------------------- | ------------------------------- | ---- |
| Hakan Reçber       | 68 kg maschile   | Bye                  | Pontes V 25–15       | Sinden P 19–39       | Non qualificato      | Burns V 23–8         | Finale 3º posto Husić V 22–13   |      |
| Rukiye Yıldırım    | 49 kg femminile  | Bye                  | Abdelsalam V 21–20   | Ramírez V 31–30      | Cerezo P 19–39       | Bye                  | Finale 3º posto Semberg P 22–27 | 5ª   |
| Hatice Kübra İlgün | 57 kg femminile  | Bye                  | Lindo V 16–5         | Zolotic P 9–17       | Non qualificata      | Laaraj V 6–0         | Finale 3º posto Alizadeh V 8–6  |      |
| Nur Tatar          | 67 kg femminile  | N.D.                 | Anyanacho V 12–7     | McPherson P 1–3      | Non qualificata      | Non qualificata      | Non qualificata                 | 9ª   |
| Nafia Kuş          | +67 kg femminile | N.D.                 | Rodríguez P 5–7      | Non qualificata      | Non qualificata      | Non qualificata      | Non qualificata                 | 16ª  |

### Tiro a segno/volo
| Atleta       | Evento                       | Qualificazione | Qualificazione | Finale          | Finale          |
| Atleta       | Evento                       | Punteggio      | Classifica     | Punteggio       | Classifica      |
| ------------ | ---------------------------- | -------------- | -------------- | --------------- | --------------- |
| Ömer Akgün   | Carabina 10 m aria compressa | 629,8          | 5º Q           | 207,3           | 4º              |
| Ömer Akgün   | Carabina 50 m 3 posizioni    | 1147           | 36º            | Non qualificato | Non qualificato |
| Yusuf Dikeç  | Pistola 10 m aria compressa  | 572            | 24º            | Non qualificato | Non qualificato |
| İsmail Keleş | Pistola 10 m aria compressa  | 572            | 25º            | Non qualificato | Non qualificato |
| Özgür Varlık | Pistola 25 m automatica      | 555            | 24º            | Non qualificato | Non qualificato |

### Tiro con l'arco
| Atleta                    | Evento                | Classificazione | Classificazione | 32-esimi             | 16-esimi             | Ottavi               | Quarti               | Semifinali           | Finale / FB          | Pos.            |                 |
| Atleta                    | Evento                | Punteggio       | Pos.            | Avversario Punteggio | Avversario Punteggio | Avversario Punteggio | Avversario Punteggio | Avversario Punteggio | Avversario Punteggio | Pos.            |                 |
| ------------------------- | --------------------- | --------------- | --------------- | -------------------- | -------------------- | -------------------- | -------------------- | -------------------- | -------------------- | --------------- | --------------- |
| Mete Gazoz                | Individuale maschile  | 669             | 10º             | Henckels V 6–0       | Tyack V 7–3          | Worth V 7–3          | Ellison V 7–3        | Furukawa V 7–3       | Nespoli V 6–4        |                 |                 |
| Yasemin Anagöz            | Individuale femminile | 652             | 19ª             | Barrett V 6–2        | Yang V 6–2           | Kang C-y P 2–6       | Non qualificata      | Non qualificata      | Non qualificata      | Non qualificata | Non qualificata |
| Mete Gazoz Yasemin Anagöz | Squadra mista         | 1321            | 7ª              | N.D.                 | N.D.                 | ROC V 6–2            | Indonesia V 6–2      | Paesi Bassi P 3–5    | Messico P 2–6        | 4ª              |                 |

### Vela
| Atleta                        | Evento          | Regata | Regata   | Regata | Regata | Regata | Regata | Regata | Regata | Regata | Regata | Regata | Regata | Regata | Punteggio Totale | Punteggio Netto | Classifica |
| Atleta                        | Evento          | 1      | 2        | 3      | 4      | 5      | 6      | 7      | 8      | 9      | 10     | 11     | 12     | M      | Punteggio Totale | Punteggio Netto | Classifica |
| ----------------------------- | --------------- | ------ | -------- | ------ | ------ | ------ | ------ | ------ | ------ | ------ | ------ | ------ | ------ | ------ | ---------------- | --------------- | ---------- |
| Onur Cavit Biriz              | RS:X maschile   | 15     | 19       | 20     | 19     | 26     | 14     | 23     | 20     | 23     | 21     | 21     | 17     | EL     | 236              | 210             | 20º        |
| Dilara Uralp                  | RS:X femminile  | 16     | 22       | 23     | 23     | 24     | 25     | 22     | 24     | 21     | 21     | 25     | 24     | EL     | 270              | 245             | 24ª        |
| Ecem Güzel                    | Laser femminile | 4      | 24       | 12     | 17     | 28     | 30     | 11     | 29     | 27     | 20     | N.D.   | N.D.   | EL     | 202              | 172             | 20ª        |
| Alican Kaynar                 | Finn maschile   | 1      | 1        | 6      | 13     | 9      | 14     | 7      | 20 RET | 10     | 10     | N.D.   | N.D.   | 5      | 101              | 81              | 8º         |
| Ateş Çınar Deniz Çınar        | 470 maschile    | 11     | 14       | 5      | 3      | 2      | 10     | 17     | 13     | 11     | 4      | N.D.   | N.D.   | 10     | 110              | 93              | 10ª        |
| Okyanus Arıkan Beste Kaynakçı | 470 femminile   | 20     | 18.1 DPI | 22 BFD | 18     | 12     | 14     | 13     | 18     | 3      | 14     | N.D.   | N.D.   | EL     | 149.1            | 127.1           | 17         |